# Вологодский АСК РОСТО
Вологодский авиацио́нный спорти́вный клуб (Вологодский аэроклуб, Вологодский АСК) — авиационный спортивный клуб (АСК) в Вологде. Клуб осуществляет подготовку лётчиков, парашютистов. Полёты проводятся на аэродроме Труфаново.

## История
Учебная база аэроклуба располагалась в здании РОСТО (ДОСААФ) по адресу: г. Вологда, ул. Мальцева, д. 39.
За время работы Вологодского АСК подготовлено множество пилотов, парашютистов. Спортсмены клуба одержали значительное количество побед, завоевали множество медалей на чемпионатах СССР и России.
Прыжки проводятся на Аэродроме «Труфаново», каждую субботу и воскресение. При себе необходимо иметь паспорт, и медицинскую справку от терапевта.

## Известные выпускники
- Андреев, Владимир Иванович — генерал-полковник авиации, заслуженный военный лётчик СССР, командующий авиацией ПВО России.